# نقطراطية

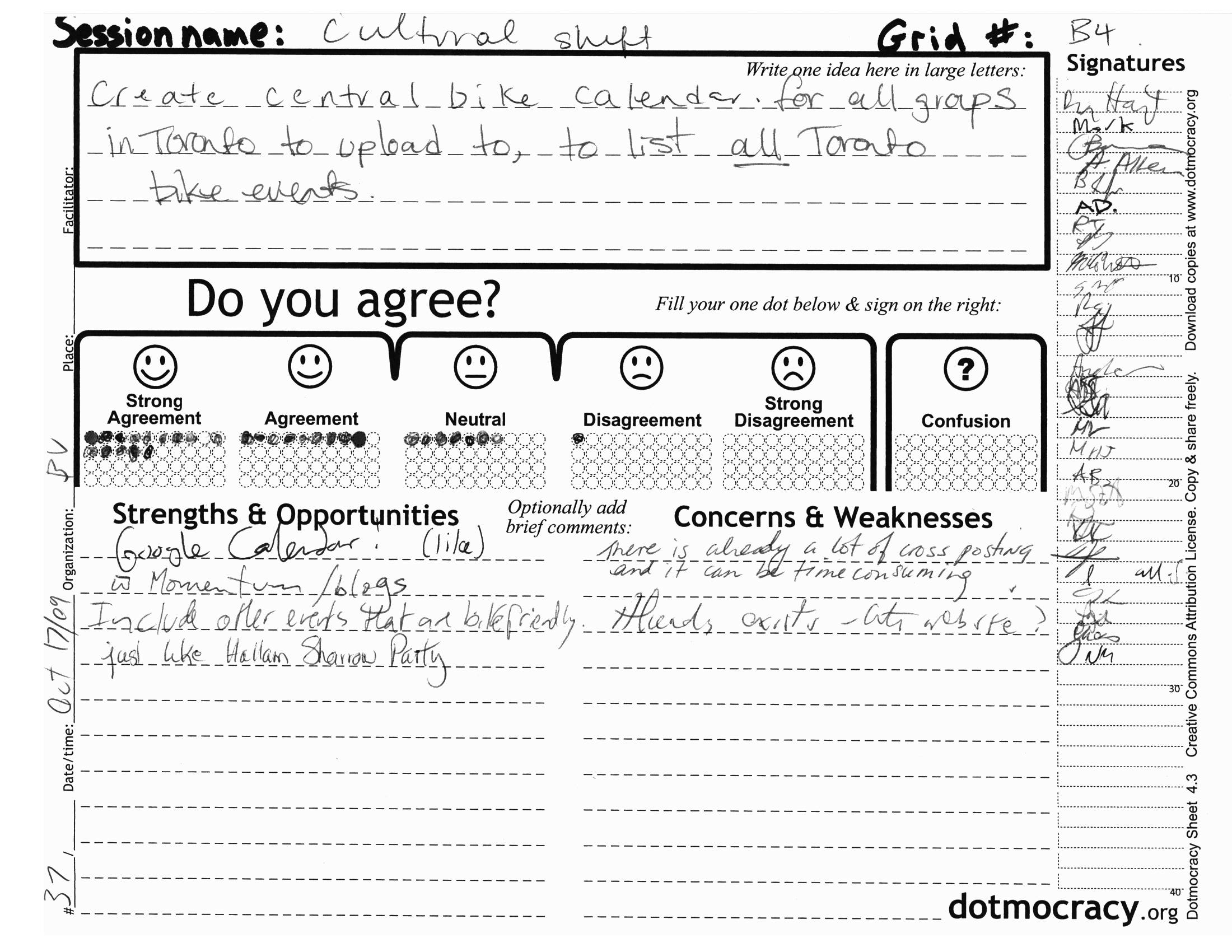
صفيحة دوتموقراسي مكتملة

النقطراطية أو الدوتموقراسية [بحاجة لمصدر] أو النقطراسية (بالإنجليزية: dotmocracy)‏ هي وسيلة تيسير شائعة لجمع وتحديد مستوى الاتفاق على أفكار مكتوبة بين عدد كبير من الناس.

## التسمية
يأتي المصطلح من اللغة الإنكليزية والتي تجمع بين «دوت» أي نقطة، «وموقراسي» والتي تدل على الديموقراطية، أي موافقة الأكثرية. ويمكن تعريبها بمصطلح «النقطراطية» أو «النقطراسية».

## الأسلوب
يقوم المشاركين بهذه أولسيلة بكتابة أفكارهم على ورق تسمى «صحائف النقطراطية» ثم يضعون نقطة واحدة على الصحيفة لتسجيل رأيهم في كل فكرة محددين مستوى موافقتهم بتحديد واحدى من ستة مستويات من الموافقة: «أتفق بقوة»، «اتفق»، «محايد»، «أخالف الرأي»، «أخالف الرأي بشدة» أو «مرتبك». يوقع كل مشارك الورقة بعد تحديد موقفه ويمكن أن يضيف تعليق وجيز. وترسم النتيجة على تمثيل بياني بصري والتي تمثل رأي الجماعي للمجموعة على كل رأي نشر.

## تاريخ
أول من استعمل هذا الأسلوب كان جايسون دايسمان عام 2004 الذي استعملها مع فريق عمله عندما كان رئيس شركة تعاونية كارما للغذاء. وفي عام 2006، نشر دايسمان كتاب عن العملية وضع فيها قوانين استعمال هذا الأسلوب ووزعه خلال مؤتمر الحوار والتداول الذي أقيم في سان فرانسيسكو. وما زال ينشر صحائف محسنة من خلال موقعه.

## الخطوات
لنجاح عملية النقطراطية في الحصول على مستوى موافقة عدد كبير من المشاركين في التصويت، يجب تحقيق ما يلي:
1. يجب تنوير المشاركون بالتصويت حول موضوع القضية بشكل جيد.
2. يجب أن يكونهناك هيئة مسؤولة عن استضافة النشاط وعرض القضية وطرح الأسئلة المحددة.
3. يناقش المشاركون الإجابات أو الحلول المحتملة في مجموعات صغيرة.
4. تكتب أفكار المشاركين على صحائف دوتمقراسي المخصصة.
5. يضع المشاركين النقاط على صحائف دوتمقراسي لتسجيل آرائهم وكتابة التعليقات بشكل اختياري. يقوم المشاركين بتكرار خطوات 3 و4 و5.
6. يقوم الميسر بمجمع الحاصل ويقدم تقارير عن نتائج هذه العملية.
7. تقوم الجهة المنظمة بصياغة وإعلان القرار النهائي بناء على نتائج العملية.

## قواعد الدوتموقراسي
- يجب إعطاء ميسر العملية سلطات مطلقة في إطلاق الأحكام، إلا أنه يمنع من إبداء أي رأي حول الموضوع أو الحلول.
- يسمح لكل مشارك بوضع نقطة واحدة فقط على كل صفيحة.
- على كل مشارك توقيع الصفيحة بعد وضع النقطة.
- يسمح للمشارك بتحديد أي من الصفائح يرغب بتعبير رأيه حولها.
- لا يسمح بتغيير موضوع الصفيحة بعد بدء عملية التصويت.
- يشجع المشاركون على إبداء آراء جديدة.
- يحق للمشاركين أن يشاركوا دون الإفصاح عن هويتهم.
- ترفع صفيحة من عملية التصويت بقرار ما الميسر فقط.

## مقارنة مع التصويت العادي
الفرق بين تصويت النقطراطية والتصويت العادي هو أنها لا تطلب المشارك أن يختار بين موقف وأخر. وبالتالي، يسمح للمسؤولين أن يأخذوا قرارات بناء على ميول المشاركين.